# Tetrastigma papillatum
Tetrastigma papillatum är en vinväxtart som först beskrevs av Henry Fletcher Hance, och fick sitt nu gällande namn av Cheng Yih Wu. Tetrastigma papillatum ingår i släktet Tetrastigma och familjen vinväxter. Inga underarter finns listade i Catalogue of Life.